# Iris Wang
Iris Wang (Pasadena, 2 de septiembre de 1994) es una deportista estadounidense que compite en bádminton, en las modalidades individual y dobles. Es hermana de la también jugadora de bádminton Rena Wang.
Ganó tres medallas en los Juegos Panamericanos entre los años 2011 y 2019.

## Palmarés internacional
| Juegos Panamericanos | Juegos Panamericanos | Juegos Panamericanos | Juegos Panamericanos |
| Año                  | Lugar                | Medalla              | Prueba               |
| -------------------- | -------------------- | -------------------- | -------------------- |
| 2011                 | Guadalajara (México) | Medalla de plata     | Dobles               |
| 2015                 | Toronto (Canadá)     | Medalla de bronce    | Individual           |
| 2019                 | Lima (Perú)          | Medalla de bronce    | Individual           |